# 白宮玫瑰園
38°53′51″N 77°02′14″W / 38.8975°N 77.0371°W
白宫玫瑰园（英語：White House Rose Garden）是美国华盛顿哥伦比亚特区白宫椭圆形办公室和白宫西厢办公室边上的一个花园。花园长约38米，寬約18米，總面積约684平方米。由于靠近白宫，白宫玫瑰园通常被白宮用作接待媒体的場所。
在美國總統伍德罗·威尔逊的妻子愛倫·艾克森·威爾遜的支持下，白宫玫瑰园于1913年建立。2025年，白宮玫瑰園的草坪換成了地磚。